# Diahot
Diahot – najdłuższa rzeka Nowej Kaledonii, znajdująca się na wyspie Nowa Kaledonia. Jest jedyną rzeką na wyspie posiadającą orientację północ-południe. Przepływa w całości przez gminę Ouégoa w Prowincji Północnej.
Źródła Diahot znajdują się w paśmie górskim Chaîne centrale. Rzeka płynie z południa na północ, gdzie uchodzi do Morza Koralowego.
Obszar dorzecza położony jest średnio na wysokości 430 m i ma średnie nachylenie 26%. Pokryty jest w 43% sawanną powstałą w wyniku wypalania lasu i hodowli zwierząt. Resztę stanowią gęsto porośnięte obszary charakterystyczne dla wybrzeża wschodniego (37%) i zarośla (19%).
Podłoże zbudowane jest prawie wyłącznie z łupka ilastego i mikowego (98,9%).